# 1981 у відеоіграх

## Події

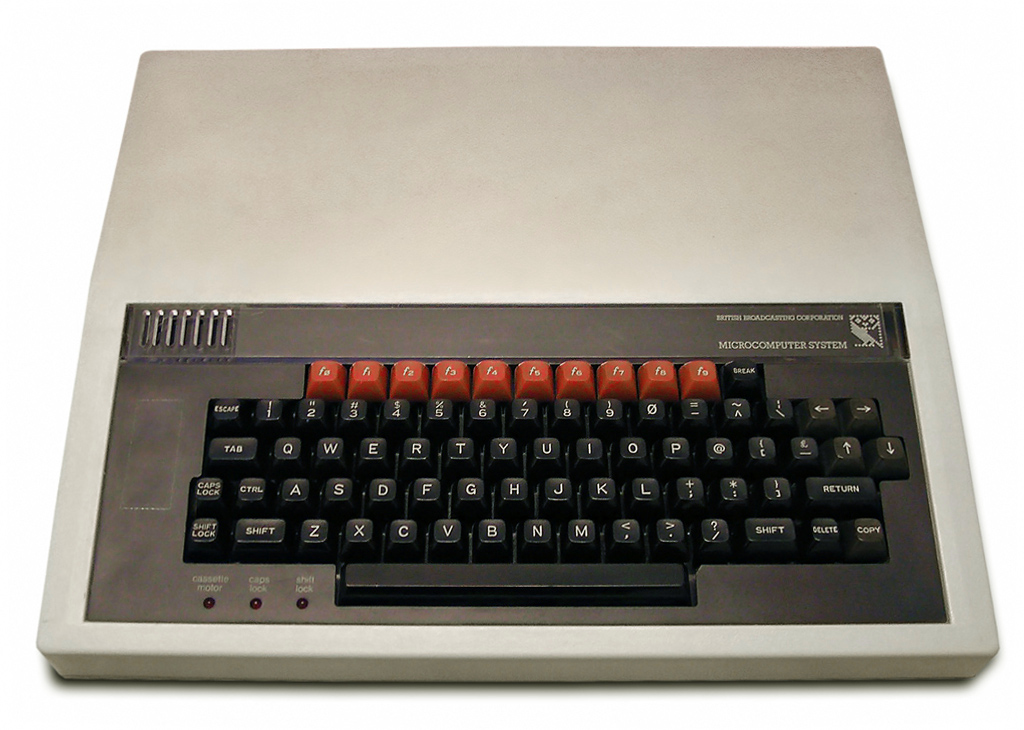
BBC Micro

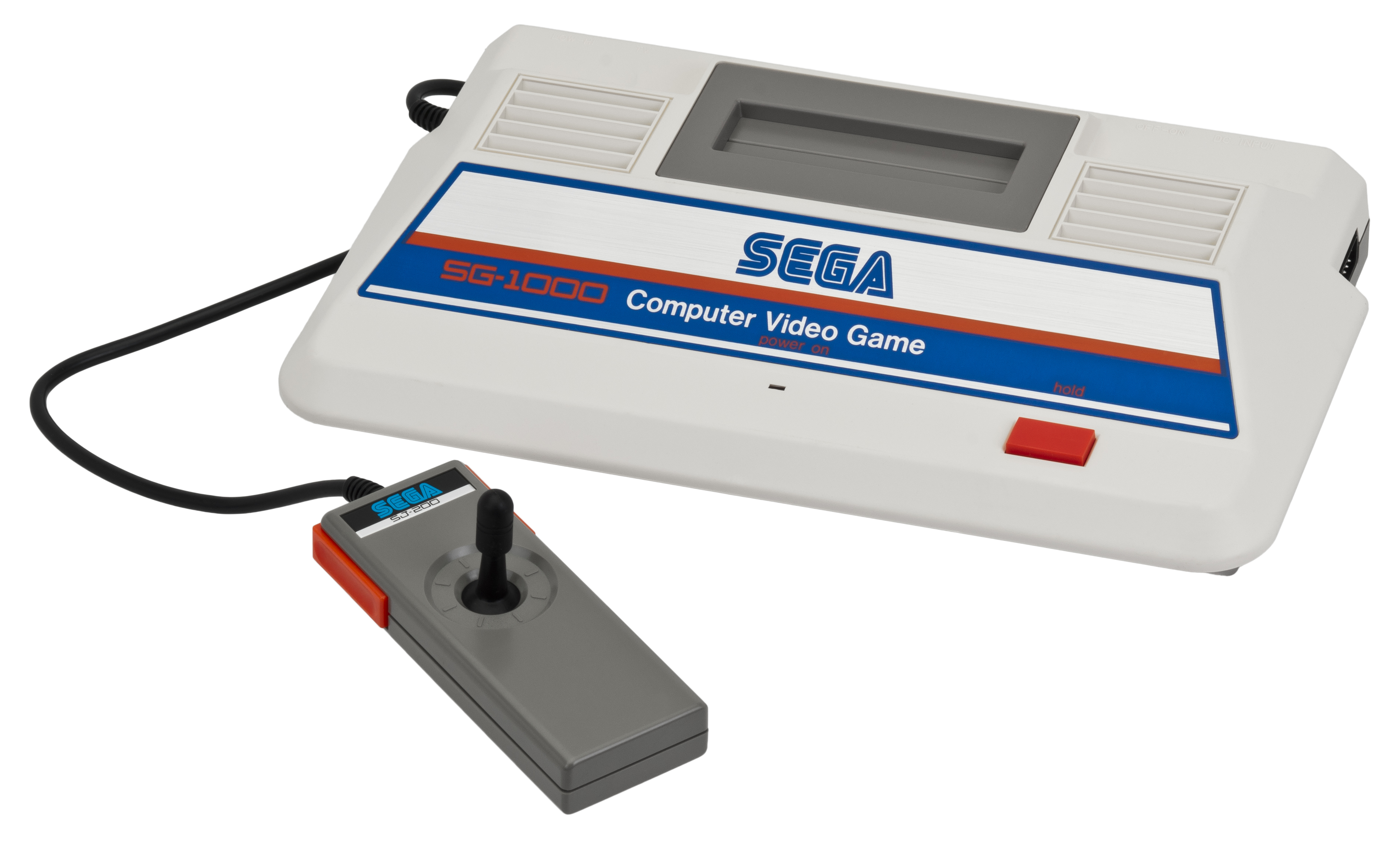
SG-1000

- У листопаді виходить перший номер британського журналу «Computer and Video Games» (C&VG)
- Арні Кац (англ. Arnie Katz) та Білл Кункель (англ. Bill Kunkel) засновують журнал «Electronic Games», перший журнал з відеоігор, який започатковує еру ігрової журналістики.
- Acorn Computers Ltd починає продавати домашній комп'ютер BBC Micro.
- Coleco Industries випускає гральну консоль Total Control 4.
- Commodore Business Machines випускає домашній комп'ютер Commodore VIC-20.
- Sinclair Research у Великій Британії випускає домашній комп'ютер ZX81.
- SEGA робить в Японії пробні продажі приставки SG-1000.
- J. K. Greye Software випускає 3D Monster Maze, створену Малькольмом Евансом (англ. Malcolm Evans) – першу комп'ютерну гру з 3D-графікою, яка не потребує спеціального обладнання.

## Релізи
- Midway випускає аркади Gorf, Wizard of Wor, та Ms. Pac-Man.
- Sega випускає відеоігри Turbo та Frogger, розроблені фірмою Konami.
- Namco випускає ігри New Rally-X, Warp and Warp, Galaga та Bosconian.
- Nelsonic випускає гру Space Attacker.
- Nintendo випускає аркаду Shigeru Miyamoto's Donkey Kong.
- Discovery Games and Apps випускає перегони Steve's Adventures Go-Kart.
- Williams Electronics випускає аркаду Eugene Jarvis's Stargate.
- IBM та Microsoft включають гру DONKEY.BAS до персонального комп'ютеру IBM PC; це, можливо, перша гра для комп'ютерів IBM.
- Виходять ігри Ultima та Wizardry, започатковуючи два з найуспішніших різновидів ігор у жанрі «комп'ютерна рольова гра».
- Strategic Simulations випускає гру President Elect — перший офіційний політичний симулятор.
- Muse Software випускає комп'ютерну гру Silas Warner's Castle Wolfenstein.
- Atari випускає гру Pac-Man для консолі Atari 2600.
- Корпорація Taito випускає аркадну гру Qix

## Індустрія
- APF Electronics, Inc. припиняє своє існування.